# Fremersbergturm

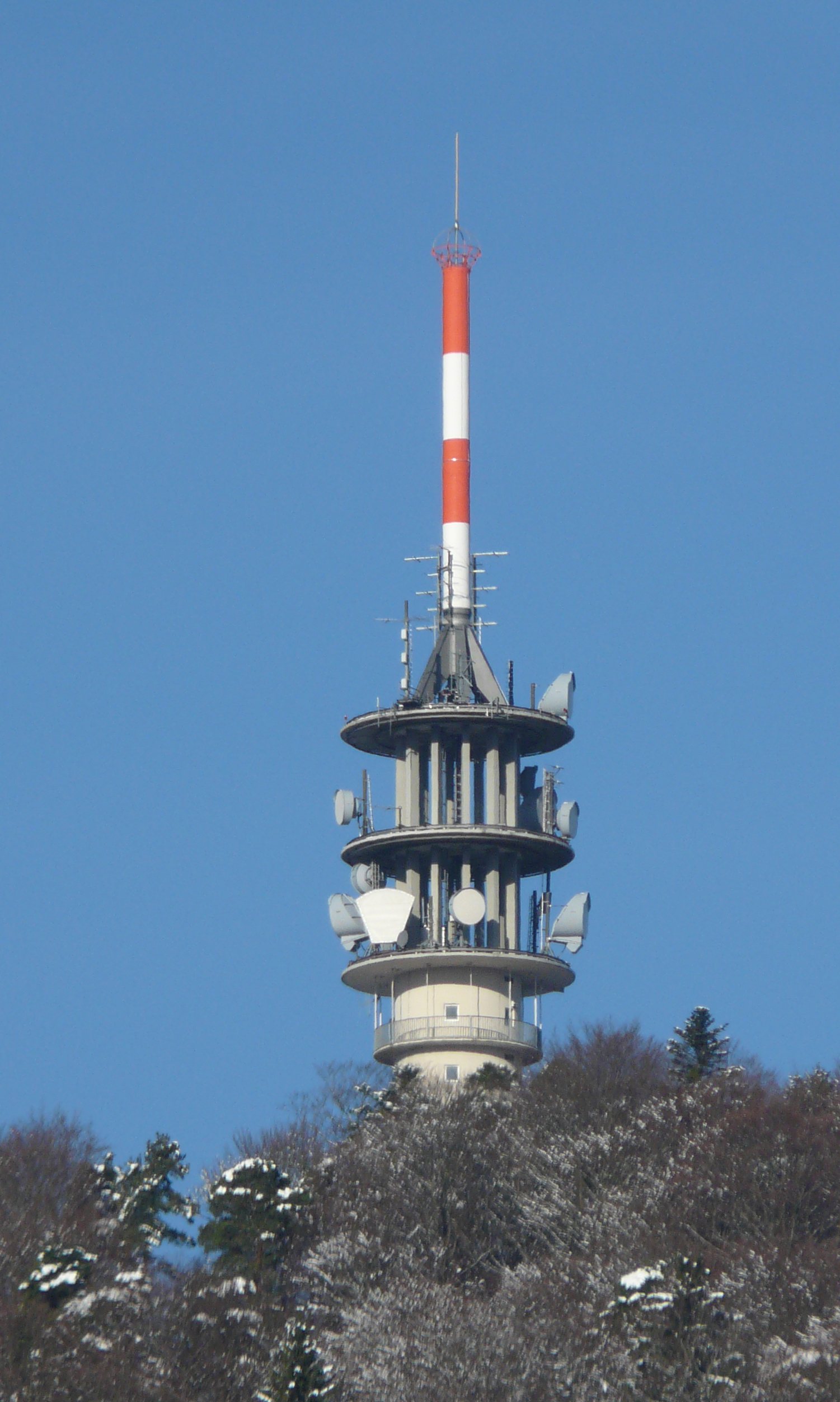
Winterliche Teleaufnahme vom Baden-Badener SWR aus

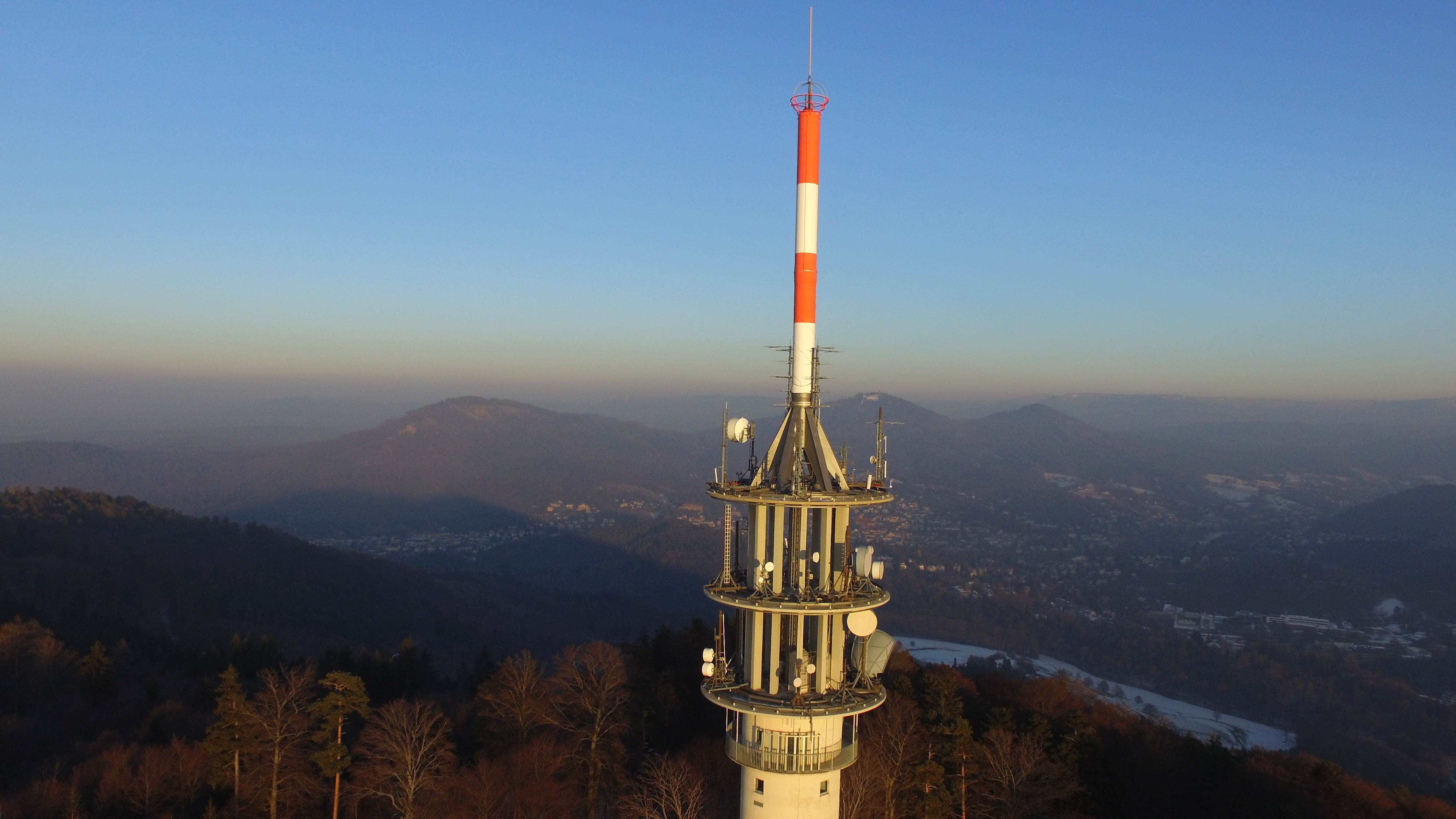
Die Spitze des Fremersbergturmes mit einem Quadrocopter aufgenommen.

Der Fremersbergturm ist ein 85 Meter hoher Fernmelde- und Aussichtsturm der Deutschen Funkturm. Er wurde 1961 auf dem 525,1 m ü. NHN hohen Fremersberg bei Baden-Baden errichtet und hat in 30 Meter Höhe eine Aussichtsplattform, die über eine stählerne Wendeltreppe mit 144 Stufen erreicht werden kann.

## Geschichte
Der heutige Turm ist bereits der dritte Aussichtsturm auf dem Fremersberg. Der erste Turm entstand 1883 und wurde mit Bruchsteinen aus einem Sinzheimer Steinbruch errichtet. 1900 wurde er auf rund 28 Meter erhöht, musste aber 1954 wegen Einsturzgefahr abgebrochen werden. Noch im gleichen Jahr wurde der zweite Turm aus den alten Steinen neu aufgebaut. Als der Südwestfunk wenige Jahre später seine Fernsehstudios in Baden-Baden einrichtete und eine Richtfunkstation benötigte, wurde der bestehende Turm durch eine moderne Stahlbeton-Konstruktion ersetzt.

## Frequenzen und Programme

### Analoges Radio (UKW)
Beim Antennendiagramm sind im Falle gerichteter Strahlung die Hauptstrahlrichtungen in Grad angegeben.
| Frequenz (in MHz) | Programm               | RDS PS   | RDS PI                | Regionalisierung  | ERP (in kW) | Antennen- diagramm rund (ND)/gerichtet (D) | Polarisation horizontal (H)/vertikal (V) |
| ----------------- | ---------------------- | -------- | --------------------- | ----------------- | ----------- | ------------------------------------------ | ---------------------------------------- |
| 91,7              | DASDING                | DASDING_ | D3A5                  | -                 | 0,5         | D (30°-90°)                                | H                                        |
| 103,8             | bigFM                  | _bigFM__ | D3A9, D8A9 (regional) | Baden-Württemberg | 2           | D (60°-220°, 260°-0°)                      | H                                        |
| 107,9             | Deutschlandfunk Kultur | Dlf_Kult | D220                  | -                 | 0,1         | D (30°-90°)                                | H                                        |

### Digitales Radio (DAB/DAB+)
DAB+ wird seit dem 1. Juni 2012 auf DAB-Kanal 5C im Gleichwellenbetrieb in vertikaler Polarisation mit anderen Sendern ausgestrahlt.
| Block                        | Programme | ERP (in kW) | Antennendiagramm rund (ND)/ gerichtet (D) | Gleichwellennetz (SFN) |
| ---------------------------- | --- | ----------- | ----------------------------------------- | --- |
| 5C DR Deutschland (D__00188) | DAB+-Multiplex der Media Broadcast: - Absolut relax (72 kbps) - Dlf (104 kbps) - Dlf Kultur (112 kbps) - Dlf Nova (104 kbps) - DRadio DokDeb (48 kbps) - Energy Digital (72 kbps) - ERF Plus (64 kbps) - Klassik Radio (72 kbps) - Radio Bob (72 kbps) - Radio Horeb (48 kbps) - Radio Schlagerparadies (64 kbps) - Schwarzwaldradio (64 kbps) - sunshine live (72 kbps) - DRadio Daten (32 kbps Daten) - EPG Deutschland (16 kbps Daten) - TPEG (16 kbps Daten) - TPEG_MM (16 kbps Daten) | 3,16        | D                                         | - Baden-Württemberg: Aalen, Baden-Baden (Fremersberg), Bad Mergentheim, Blauen, Brandenkopf, Donaueschingen, Feldberg im Schwarzwald, Freiburg (Vogtsburg-Totenkopf), Geislingen (Oberböhringen), Großerlach (Hohe Brach), Heidelberg (Königstuhl), Heilbronn (Schweinsberg), Hochrhein (Rickenbach), Hornisgrinde, Pforzheim (Schömberg-Langenbrand), Raichberg, Ravensburg (Höchsten), Reutlingen, Stuttgart (Frauenkopf), Ulm (Kuhberg) - Bayern: Amberg (Hirschau), Aschaffenburg (Pfaffenberg), Augsburg (Hotelturm), Bad Tölz (Gaißach), Bamberg (Geisberg), Büttelberg, Brotjacklriegel, Dillberg, Grünten, Herzogstand, Hochberg (Traunstein), Hoher Bogen, Inntal (Ebbs), Ingolstadt (Gelbelsee), Kreuzberg/Rhön, Landshut (Altdorf), München (Olympiaturm), Nennslingen (Büchelberg), Nürnberg, Oberammergau, Ochsenkopf, Passau, Pfänder, Pfaffenhofen, Pfarrkirchen, Pfronten, Regensburg (Hohe Linie), Unterringingen, Untersberg, Wendelstein (Bayrischzell), Würzburg (Frankenwarte) - Berlin: Berlin (Alexanderplatz), Berlin (Scholzplatz) - Brandenburg: Bad Belzig, Booßen, Brandenburg/Havel, Calau, Casekow, Cottbus, Eisenhüttenstadt, Petkus, Pritzwalk, Templin - Bremen: Bremen (Walle), Bremerhaven-Schiffdorf - Hamburg: Hamburg (Moorfleet), Hamburg (Heinrich-Hertz-Turm) - Hessen: Bad Hersfeld (Rimberg), Biedenkopf (Sackpfeife), Fulda (Hummelskopf), Frankfurt (Europaturm), Gelnhausen (Schnepfenkopf), Gießen (Dünsberg), Großer Feldberg, Hardberg, Hohe Wurzel, Hoher Meißner, Kassel (Habichtswald), Mainz-Kastel - Mecklenburg-Vorpommern: Garz (Rügen), Güstrow, Malchin, Neubrandenburg-Süd, Rostock (Toitenwinkel), Röbel, Schwerin (Zippendorf-Gr.Dreesch), Torgelow, Wismar/Rüggow, Züssow - Niedersachsen: Aurich-Popens, Braunschweig (Broitzem), Braunschweig (Drachenberg), Cuxhaven-Stadt, Dannenberg, Göttingen (Bovenden-Osterberg), Hannover (Telemax), Lingen, Lüneburg-Neu Wendhausen, Molbergen-Peheim, Osnabrück (Bramsche-Schleptruper Egge), Hildesheim (Sibbesse), Steinkimmen, Uelzen, Visselhövede, Wilhelmshaven - Nordrhein-Westfalen: Aachen (Karlshöhe), Bielefeld (Hünenburg), Bonn (Venusberg), Dortmund (Florianturm), Düsseldorf (Rheinturm), Eggegebirge, Herscheid, Hochsauerland (Hunau), Hürtgenwald-Großhau, Köln (Colonius), Langenberg, Lügde-Rischenau (Köterberg), Minden (Jakobsberg), Münster (Fernmeldeturm), Schöppingen, Siegen-Süd, Wesel - Rheinland-Pfalz: Bad Kreuznach (Schanzenkopf), Bad Marienberg (Westerwald), Bornberg, Daun (Eifel), Edenkoben (Kalmit), Heckenbach-Schöneberg (Ahrweiler), Idar-Oberstein, Kaiserslautern, Kettrichhof, Koblenz (Kühkopf), Trier (Petrisberg) - Saarland: Merzig-Merchingen, Saarbrücken (Schoksberg) - Sachsen: Chemnitz, Dresden, Geyer, Leipzig, Löbau, Neustadt, Oschatz, Schöneck, Zwickau Ost - Sachsen-Anhalt: Brocken, Burg, Dequede, Petersberg, Pettstädt (Weißenfels), Schneidlingen, Wittenberg - Schleswig-Holstein: Bungsberg, Flensburg, Heide, Helgoland, Hennstedt, Kiel (Kronshagen), Lübeck (Stockelsdorf), Schleswig, Niebüll (Süderlügum), Westerland (Sylt) - Thüringen: Bleßberg (Sonneberg), Erfurt-Hochheim, Gera, Inselsberg, Jena (Oßmaritz), Kulpenberg, Saalfeld (Remda), Lobenstein (Sieglitzberg), Weimar (Ettersberg) |
| 9B Antenne DE (D__00359)     | DAB-Block von Antenne Deutschland: - 80s80s (72 kbps) - 90s90s (72 kbps) - Absolut Bella (72 kbps) - Absolut Germany (72 kbps) - Absolut HOT (72 kbps) - Absolut Oldie (72 kbps) - Absolut TOP (72 kbps) - AIDAradio (72 kbps) - Ballermann Radio (72 kbps) - Beats Radio (72 kbps) - Brillux Radio (72 kbps) - Nostalgie (72 kbps) - Oldie Antenne (72 kbps) - RTL Radio (72 kbps) - Rock Antenne (72 kbps) - Toggo Radio (72 kbps)                                                       | 3,16        | D                                         | - Baden-Württemberg: Aalen, Baden-Baden (Fremersberg), Heidelberg (Königstuhl), Heilbronn (Schweinsberg), Pforzheim (Schömberg-Langenbrand), Stuttgart (Frauenkopf) - Hessen: Fulda (Hummelskopf), Frankfurt (Europaturm), Gelnhausen (Schnepfenkopf), Gießen (Dünsberg), Großer Feldberg, Hardberg, Kassel (Habichtswald), Mainz-Kastel - Nordrhein-Westfalen: Aachen (Karlshöhe), Bonn (Venusberg), Dortmund (Florianturm), Düsseldorf (Rheinturm), Herscheid, Köln (Colonius), Langenberg, Münster (Fernmeldeturm), Siegen-Süd, Wesel - Rheinland-Pfalz: Bornberg, Koblenz (Kühkopf), Trier (Petrisberg) - Saarland: Saarbrücken (Schoksberg) |

Der landesweite private Multiplex auf Kanal 11B sowie die Radioprogramme des SWR auf Kanal 9D werden vom Standort Baden-Baden (Merkur) ausgestrahlt.

### Digitales Fernsehen (DVB-T2)
Die DVB-T2-Ausstrahlungen im Gleichwellenbetrieb (Single Frequency Network) mit anderen Standorten. Die öffentlich-rechtlichen Sender sind frei empfangbar, die Privatsender werden, größtenteils verschlüsselt, über die DVB-T2 Plattform freenet TV ausgestrahlt.
| Kanal | Frequenz (in MHz) | Multiplex                                   | Programme im Multiplex | ERP (in kW) | Antennen- diagramm rund (ND) / gerichtet (D) | Polarisation horizontal (H) / vertikal (V) | Modula- tions- verfahren | FEC | Guard- intervall | Bitrate (in MBit/s) | Gleichwellen- netz (SFN)                                                                                               |
| ----- | ----------------- | ------------------------------------------- | --- | ----------- | -------------------------------------------- | ------------------------------------------ | ------------------------ | --- | ---------------- | ------------------- | --- |
| 39    | 618               | ARD regional (SWR)                          | - SWR Fernsehen BW HD - SWR Fernsehen RP HD - Bayerisches Fernsehen (Süd) HD - hr-fernsehen HD - WDR Fernsehen (Köln) HD                                       | 50          | ND                                           | H                                          | 64-QAM (16-k-Modus)      | 1/2 | 19/128           | 18,2                | Fremersbergturm, Freiburg Vogtsburg, Freiburg Schönberg                                                                |
| 29    | 538               | freenet TV                                  | - N24 HD - DMAX HD - Eurosport1 HD - Disney Channel HD - nickelodeon HD / nicknight HD - test (freenet TV) - QVC HD - HSE24 HD - bibel.TV HD - freenet TV Info | 50          | ND                                           | H                                          | 64-QAM (32-k-Modus)      | 2/3 | 1/16             | 27,6                | Fremersbergturm, Fernmeldeturm Grünwettersbach                                                                         |
| 35    | 586               | freenet TV                                  | - RTL HD - RTL II HD - Super RTL HD - VOX HD - n-tv HD - RTL Nitro HD - Tele 5 HD                                                                              | 50          | ND                                           | H                                          | 64-QAM (32-k-Modus)      | 2/3 | 1/16             | 27,6                | Fremersbergturm, Fernsehturm Heidelberg, Fernmeldeturm Mannheim; Fernmeldeturm Grünwettersbach, Heidelberg Königsstuhl |
| 36    | 594               | ARD Digital                                 | - Das Erste HD - phoenix HD - arte HD - tagesschau24 HD - one HD                                                                                               | 20          | ND                                           | H                                          | 64-QAM (16-k-Modus)      | 1/2 | 19/128           | 18,2                | Fremersbergturm, Freiburg Vogtsburg, Freiburg Schönberg                                                                |
| 33    | 570               | Gemischter Multiplex von ZDF und freenet TV | - ZDF HD - 3sat HD - KiKa HD - ZDFneo HD - ZDFinfo HD - freenet TV connect (HbbTV-Dienst mit mehreren Streams)                                                 | 50          | ND                                           | H                                          | 64-QAM (16-k-Modus)      | 3/5 | 19/128           | 22                  | Fremersbergturm, Freiburg Vogtsburg, Freiburg Schönberg                                                                |
| 49    | 698               | freenet TV                                  | - ProSieben HD - Sat.1 HD - kabel eins HD - ProSieben Maxx HD - Sat.1 Gold HD - sixx HD - sport1 HD                                                            | 50          | ND                                           | H                                          | 64-QAM (32-k-Modus)      | 2/3 | 1/16             | 27,6                | Fremersbergturm, Fernsehturm Heidelberg, Fernmeldeturm Mannheim; Fernmeldeturm Grünwettersbach, Heidelberg Königstuhl  |

### Digitales Fernsehen (DVB-T)
Bis zum 4. Dezember 2007 wurde er als PAL-Grundnetzsender für die Fernsehprogramme ZDF und SWR betrieben. Seither wurden bis zum 28. März 2017 stattdessen die folgenden Fernsehprogramme über DVB-T mit Rundstrahlungscharakteristik verbreitet.
ehemaliges Angebot:
| Kanal | Frequenz (in MHz) | Multiplex                       | Programme im Multiplex                                                                                               | ERP (in kW) | Antennen- diagramm rund (ND) / gerichtet (D) | Polarisation horizontal (H) / vertikal (V) | Modula- tions- verfahren | FEC | Guard- intervall | Bitrate (in MBit/s) | Gleichwellen- netz (SFN)                                 |
| ----- | ----------------- | ------------------------------- | --- | ----------- | -------------------------------------------- | ------------------------------------------ | ------------------------ | --- | ---------------- | ------------------- | -------------------------------------------------------- |
| 33    | 570               | ZDFmobil-Bouquet                | - ZDF - 3sat - KiKA (6–21 Uhr) / ZDFneo (21–6 Uhr) - ZDFinfo                                                         | 50          | ND                                           | H                                          | 16-QAM                   | 2/3 | 1/4              | 13,27               | Brandenkopf, Vogtsburg-Totenkopf, Hochrhein, Langenbrand |
| 49    | 698               | SWR-Bouquet 2 Baden-Württemberg | - SWR Fernsehen Baden-Württemberg - Bayerisches Fernsehen (Schwaben/Altbayern) - hr-fernsehen - WDR Fernsehen (Köln) | 50          | ND                                           | H                                          | 16-QAM                   | 2/3 | 1/4              | 13,27               | Sendeturm Langenbrand, Fernsehturm Heidelberg            |
| 60    | 786               | ARD Digital                     | - Das Erste (SWR) - ARTE - Phoenix - One                                                                             | 50          | ND                                           | H                                          | 16-QAM                   | 2/3 | 1/4              | 13,27               | Sendeturm Langenbrand, Fernsehturm Heidelberg            |

Vom 31. Mai 2016 bis zum 28. März 2017 wurde ein (DVB-T2)-Multiplex-Kanal abgestrahlt. Die öffentlich-rechtlichen Sender waren frei empfangbar, die Privatsender wurden verschlüsselt über die DVB-T2 Plattform Freenet TV ausgestrahlt.
| Kanal | Frequenz (in MHz) | Multiplex  | Programme im Multiplex | ERP (in kW) | Antennen- diagramm rund (ND) / gerichtet (D) | Polarisation horizontal (H) / vertikal (V) | Modula- tions- verfahren | FEC | Guard- intervall | Bitrate (in MBit/s) | Gleichwellen- netz (SFN)                                                                                            |
| ----- | ----------------- | ---------- | --- | ----------- | -------------------------------------------- | ------------------------------------------ | ------------------------ | --- | ---------------- | ------------------- | --- |
| 35    | 586               | freenet TV | - Das Erste HD - ZDF HD - RTL HD (verschlüsselt) - ProSieben HD (verschlüsselt) - Sat.1 HD (verschlüsselt) - VOX HD (verschlüsselt) | 50          | ND                                           | H                                          | 64-QAM                   | 2/3 | ?                | ?                   | Fernsehturm Heidelberg, Fernmeldeturm Mannheim; ab 29. März 2017: Fernmeldeturm Grünwettersbach, Sender Langenbrand |

## Analoges Fernsehen (PAL)
Vor der Umstellung auf DVB-T diente der Sendestandort weiterhin für analoges Fernsehen:
| Kanal | Frequenz (MHz) | Programm                        | ERP (kW) | Sendediagramm rund (ND)/ gerichtet (D) | Polarisation horizontal (H)/ vertikal (V) |
| ----- | -------------- | ------------------------------- | -------- | -------------------------------------- | ----------------------------------------- |
| 31    | 551,25         | ZDF                             | 220      | D                                      | H                                         |
| 41    | 631,25         | SWR Fernsehen Baden-Württemberg | 150      | D                                      | H                                         |
| 49    | 695,25         | Sat.1                           | 0,02     | D                                      | V                                         |
| 55    | 743,25         | B.TV                            | 0,02     | D                                      | V                                         |